# Golda Gutman-Krimer
Golde Gutman-Krimer (în idiș ‏‏‏‏גאָלדע גוטמאַן-קרימער‎‏‏‎, în rusă Голдэ Гутман-Кример; n. 26 ianuarie 1906, Edineț, Imperiul Rus – d. 19 iulie 1983, Buenos Aires, Argentina) a fost o evreică basarabeană și scriitoare argentiniană. A scris în limba idiș.

## Biografie
S-a născut în târgul Edineț (acum oraș și centru raional din Republica Moldova) din ținutul Hotin, gubernia Basarabia a Imperiului Rus, fiind una dintre cele nouă fiice ale brutarului Erșl Ciornopoi. După căsătorie, în 1923, a emigrat în Argentina, stabilindu-se la Buenos Aires, acolo fiind extrem de activă în activitatea literară începând cu anii 1930. A debutat în 1934 cu o poveste din viața evreiască din Basarabia în ziarul Di Presse („Presa”). A publicat în principal în acest ziar și în Unser Freint („Prietenul nostru”). Poveștile ei au fost incluse în Antologye fun der yidisher literatur in Argentine („Antologia literaturii evreiești din Argentina”), anul 1944.
A fost printre cei mai productivi scriitori evrei din Argentina. A publicat aproximativ două duzini de cărți, în principal ficțiune (romane, nuvele, eseuri). Unele cărți au fost și continuă să fie publicate în traduceri în spaniolă. Printre romanele publicate se numără Besarabye in 1918 („Basarabia în 1918”, 1940), Milkhome-yorn: 1914-1918 („Ani de război”: 1914-1918, 1945), Di Muther Rohl (1948), Unter di bloye argentiner himlen (yehudis) („Sub cerul albastru al Argentinei: Evrei”, 1954), Afn Sheidweg („La furcă”, 1958); cărți de romane și nuvele Tsvishn kranke („În rândul bolnavilor”, 1937), Tsvishn berg („În munți”, 1945), Novell vos mein frynt hot deerzeilt („Nuvele povestite de ruda mea îndepărtată”), Dos lebn fun a froy („Viața unei femei”, 1958), A kholem fun a pastekhl („Visul ciobanului”, 1966), Di Vinter-Bluom („Floare de iarnă”, 1966); memorii în două volume Edinets, main haim („Edineț, casa mea”, 1945).